# Tændstik
Tændstik er et redskab der bruges til at tænde ild. Det er en træpind med tværsnit på ca. 2 mm × 2 mm, ca. 50 mm lang, eller som reklametændstik evt. kraftigt pap. Den er i den ene ende forsynet med en kemisk substans af svovl, kaliumklorat og brunsten, der ved en let gnidning bryder i brand. Den afløste i 1800-tallet fyrtøjet.
Den kemiske substans kan variere; de amerikanske tændstikker i cowboyfilm antændtes ved strygning mod næsten alt, mens moderne sikkerhedstændstikker, som anvendes i Danmark, kræver en specialflade (f.eks. rød fosfor) på tændstikæsken for at kunne tændes.
Tændstikker anvendes især til at tænde cigarer, cigaretter og piber, men også til gaskomfurer, -lamper, -ovne , pejse, grill mv.
Sikkerhedstændstikker blev opfundet af svenskeren Gustaf Erik Pasch i 1844. Det mest kendte danske tændstikmærke var Gosch, der brugte et billede af Tordenskjold til at fremme salget.
Svensk tændstikindustri har været ledende på verdensplan. Især efter 1917, hvor Ivar Kreuger skabte monopolet Svenska Tändsticks AB, som siden 1980 har heddet Swedish Match. I Jönköping i Sverige kan man på Tændstikmuseet opleve udviklingen i fabrikationsteknologien og industriens betydning på godt og ondt for dens arbejdere.
H.C. Andersen skrev et eventyr om tændstikker: Den lille pige med svovlstikkerne – og hans Fyrtøjet havde også en relation til emnet.

## Lovgivning
I 1875 blev det i Danmark forbudt ved lov at fremstille eller importere tændstikker af hvidt fosfor og andre tændstikker, der ikke kræver en bestemt strygeflade for at antænde. Loven gælder i dag.